# Parafia Wniebowzięcia Najświętszej Maryi Panny w Słomowie
Parafia Wniebowzięcia Najświętszej Maryi Panny w Słomowie – rzymskokatolicka parafia w Słomowie, należy do dekanatu rogozińskiego archidiecezji gnieźnieńskiej. Powstała w 1396. Obecny kościół został wybudowany w 1906 roku.